# Изливање нафте
Изливање нафте је испуштање течног нафтног угљоводоника у животну средину, посебно морски екосистем, услед људске активности и представља облик загађења . Израз се обично даје морским изливима нафте, где се нафта испушта у океанске или обалне воде, али просипање се може десити и на копну. До изливања нафте може доћи због испуштања сирове нафте из танкера, приобалних платформи, бушаћих постројења и бушотина, као и просипања рафинираних нафтних деривата (као што су бензин, дизел) и њихових нуспроизвода, тежих горива које користе велики бродови као што су гориво у бункеру или просипање било ког уљастог отпада или отпадног уља .
Изливање нафте продире у структуру перја птица и крзна сисара, смањујући његову изолацијску способност и чинећи их рањивијим на колебање температуре и много мање плутају у води. Чишћење и опоравак од изливања нафте је тешко и зависи од многих фактора, укључујући врсту проливеног уља, температуру воде (која утиче на испаравање и биоразградњу) и врсте обала и плажа које су укључене.  За чишћење може бити потребно неколико недеља, месеци или чак година. 
Излијевање нафте може имати катастрофалне последице за друштво; економски, еколошки и социјално. Као резултат тога, несреће изливања нафте покренуле су интензивну медијску пажњу и политички немир, окупљајући многе у политичкој борби која се односи на реакцију владе на изливање нафте и које акције могу на најбољи начин спречити да се догоде. 

## Највеће изливање нафте
Изливање сирове нафте и рафинираних горива од несрећа бродских танкера оштетили су рањиве екосистеме на Аљасци, Мексичком заливу, острвима Галапагос, Француској, Сундарбанима, Огониланду и многим другим местима. Количина нафте која се просула током несреће кретала се од неколико стотина до неколико стотина хиљада тона (нпр. нафте у дубоководном хоризонту, Атлантиц Емпресс, Амоцо Цадиз ),  али количина је ограничене мере оштећења или удара. Мања изливања већ су доказала да имају велики утицај на екосистеме, попут изливања уља због удаљености локације или због тешкоће због хитне реакције у животној средини.
Од 2004., између 300 и 700 барела нафте дневно цури са места платформе за производњу нафте 12 миља од обале Луизијане, која је потонула након урагана Иван . Изливање нафте, за које званичници процењују да би могао да се настави током 21. века, на крају ће надвладати катастрофу Деепватер Хоризион из 2010. године као највећу икада, али тренутно нема напора да се предузму бројне мере које би ово спречиле. 
Изливање нафте на мору углавном је много штетније од оне на копну, јер се стотинама наутичких миља може ширити танком нафтном мрљом која може прекрити плаже танким премазом нафте. Она може убити морске птице, сисаре, шкољке и друге организме у које уђе. Изливање нафте на копну се лакше локализује ако се импровизује земљана брана која спречава даље истицање нафте, а копнене животиње могу лакше избећи уље.
| Изливање / цистерна            | Локација                                    | Датум                           | Тона сирове нафте (хиљаде) | барела нафте (хиљаде) | УС Галонс (хиљаде)  | References                         |
| ------------------------------ | ------------------------------------------- | ------------------------------- | -------------------------- | --------------------- | ------------------- | ---------------------------------- |
| Кувајт оил фајрс               | Кувајт                                      | Јануар 16,1991- Новембар 6,1991 | 136.000                    | 1.000.000             | 42.000.000          | [ 6 ] [ 7 ]                        |
| Кувајт оил лејкс               | Кувајт                                      | Јануар 1991- Новембар 1991      | 3.409–6,818                | 25.000–50,000         | 1.050.000–2,100,000 | [ 8 ] [ 9 ] [ 10 ]                 |
| Лајкви гаша                    | Керн Коунтри, Калифорнија, Америка          | Март 14,1910- Септембар 1911    | 1.200                      | 9.000                 | 378.000             | [ 11 ]                             |
| Голф вар оил спел              | Кувајт, Ирак, Персијски залив               | Јануар19,1991- Јануар 28,1991   | 818–1,091                  | 6.000–8,000           | 252.000–336,000     | [ 12 ]                             |
| Дипвотер Хоризон               | Америка, Мексички залив                     | Април 20,2010- Јул 15,2010      | 560–585                    | 4.100–4,900           | 172.000–180,800     | [ 13 ] [ 14 ] [ 15 ] [ 16 ] [ 17 ] |
| Исток                          | Мексико, Мексички залив                     | Јун 3,1979- Март23,1980         | 454–480                    | 3.329–3,520           | 139.818–147,840     | [ 18 ] [ 19 ] [ 20 ]               |
| Атлантик Емппес/ Агејн Цаптаин | Тринидан анд Тобаго                         | Јун 19,1979                     | 287                        | 2.105                 | 88.396              | [ 21 ] [ 22 ] [ 23 ]               |
| Фергана Вали                   | Узбекистан                                  | Март 2,1992                     | 285                        | 2.090                 | 87.780              | [ 24 ]                             |
| Норвиз Филд Платформ           | Иран, Персијски залив                       | Фебруар 4,1983                  | 260                        | 1.900                 | 80.000              | [ 25 ]                             |
| АБТ Сумер                      | Ангола, 700 nmi (1.300 km; 810 mi) offshore | Мај 28,1991                     | 260                        | 1.907                 | 80.080              |                                    |
| Кастило де Белвер              | Северна Африка, Салдана Бај                 | Август 6,1983                   | 252                        | 1.848                 | 77.616              |                                    |
| Амоко Кадиз                    | Француска, Британиа                         | Март 16,1978                    | 223                        | 1.635                 | 68.684              | [ 26 ] [ 27 ]                      |
| Тејлор Енерџи                  | Америка, Мексички залив                     | Септембар 23,2004 – Present     | 210–490                    | 1.500–3,500           | 63.000–147,000      | [ 28 ]                             |
| Тори Кањон                     | Ингланд, Корнвал                            | Март 18,1967                    | 119                        | 872                   | 36.635              | [ 29 ]                             |

1. ↑  One metric ton (tonne) of crude oil is roughly equal to 308 US gallons or 7.33 barrels approx.; 1 oil barrel (bbl) is equal to 35 imperial or 42 US gallons. Approximate conversion factors. Архивирано 2014-06-21 на сајту

## Људски утицај
Изливање уља представља тренутну опасност од пожара. Кувајтски нафтни пожари произвели су загађење ваздуха које је узроковало респираторне невоље. Експлозија убила је једанаест радника нафтне инсталације.  Пожар из Лац-Мегантиц дераил-а усмртио је 47 и уништио половину центра града.Проливено уље такође може контаминирати снабдевање пијаћом водом. На пример, у 2013. два различита изливања нафте контаминирале су залихе воде за 300.000 у Мири, Малезија ;  80.000 људи у Коки, Еквадор .  2000. године опруге су контаминиране изливањем нафте у округу Кларк, Кентаки . 
Загађење може имати економски утицај на индустрију туризма и вађења морских ресурса. На пример, изливање нафте Деепватер Хоризон утицало је на плажни туризам и риболов дуж обале залива, а одговорне стране су морале надокнадити економске жртве.
Претња проливања нафте коју су птице, рибе, шкољке и ракови преносили била је позната у Енглеској 1920-их, углавном кроз запажања у Јоркшир . 
Генерално, проливено уље може утицати на животиње и биљке на два начина: одводи се из уља и из процеса реакције или чишћења.   Не постоји јасна веза између количине нафте у воденом окружењу и вероватног утицаја на биодиверзитет. Мање изливање у погрешно време / погрешно годишње доба и у осетљивом окружењу може се показати много штетнијим од већег изливања у друго доба године у друго или чак исто окружење.  Уље продире у структуру перја птице и крзно сисара, смањујући њихову изолацијску способност и чине их рањивијим на температурно колебање и много мање плутају у води.
Животиње које се ослањају на мирис да пронађу своје бебе или мајке не могу због јаког мириса овог уља. То узрокује да беба буде одбачена и напуштена, остављајући бебе да гладују и на крају умру. Уље може угрозити способност птице да лети, спречавајући је да се нађе или нађе пред предаторима. Док превенирају, птице могу гутати уље које пере своје перје, иритирајући дигестивни тракт, мењајући рад јетре и узрокујући оштећење бубрега . Заједно са смањеним капацитетом храњења, то може брзо резултирати дехидрацијом и метаболичком неравнотежом. Неке птице изложене нафти такође осећају промене у својој хормонској равнотежи, укључујући промене лутеинизирајућих протеина.  Већина птица захваћених изливањем нафте умире од компликација без људске интервенције.   Неке студије сугеришу да мање од једног процента птица натопљених уљем преживе и после чишћења,  иако стопа преживљавања такође може прећи деведесет процената, као у случају изливања уља из Треасуре.  Изливање нафте и депонија нафте утичу на морске птице још од најмање 1920-их   а сматра се да су глобални проблем током тридесетих година XX века. 
На сличне начине утичу и снажно обложени морски сисари изложени изливању нафте. Уље прекрива крзно морских видра и пломби, смањујући његов изолациони ефекат и доводе до колебања телесне температуре и хипотермије . Уље такође може заслепети животињу, остављајући је беспомоћном. Гутање уља узрокује дехидрацију и нарушава пробавни роцес. Животиње се могу отровати и могу умрети од уља које уђе у плућа или јетру.
Постоје три врсте бактерија које троше уље. Бактерије које смањују сулфат и бактерије које стварају киселину су анаеробне, док су опште аеробне бактерије (ГАБ) аеробне . Те се бактерије јављају природним путем и деловаће на уклањање нафте из екосистема, а њихова биомаса има тенденцију да замени остале популације у ланцу исхране. Хемикалије из уља које се растварају у води и стога су доступне бактеријама, јесу оне у води повезане фракције .
Поред тога, просипање уља такође може наштетити квалитету ваздуха.  Хемикалије у сировој нафти су углавном угљоводоници који садржи токсичне хемикалије попут БЕНЗЕНИ, толуен, поли-ароматични угљоводоник и кисеоником полицикличних ароматичних угљоводоника . Ове хемикалије могу унети штетне утицаје на здравље приликом удисања у људско тело. Поред тога, ове хемикалије могу да се оксидују оксиданти у атмосфери и формирају ситне честице након што испаре у атмосферу.  Те честице могу да продру у плућа и пренесу токсичне хемикалије у људско тело. Изгарање површинског уља такође може бити извор загађења попут честица чађи. Током процеса чишћења и опоравка, он ће такође створити загађиваче из ваздуха попут азотних оксида и озона са бродова. И на крају, пуцање мехурића такође може бити пут стварања честица током изливања уља.  Током изливања нафте Деепватер Хоризон, значајна питања квалитета ваздуха пронађена су на обали залива, што је низ ветар изливања нафте ДВХ. Подаци праћења квалитета ваздуха показали су да су критеријуми загађивача премашили стандард заснован на здрављу у приморским регионима. 
ВЛЦЦ танкер може носити 2 Mbbl (320.000 m3) сирове нафте. То је око осам пута већа количина изливене у надалеко познатом изливању нафте . Брод се на тај начин просуо и бацио 260.000 bbl (41.000 m3) нафте у океан у марту 1989. Упркос напорима научника, менаџера и добровољаца преко 400.000 морских птица, око 1.000 морских видри и огроман број риба је убијено.  С обзиром на количину нафте која се превози морским путем, организације власника танкера често тврде да је сигурност у индустрији одлична, с тим да се тек пролије мали дио процента нафтног терета. Међународно удружење независних власника танкера приметило је да су „случајна изливања нафте ове деценије била на рекордно ниским нивоима - једна трећина претходне деценије и једна десетина 1970-их - у време када се превозна нафта више него удвостручила од средине 1980-их . "
Цистерне за нафту су само један од многих извора изливања нафте. Према Обалној стражи Сједињених Држава, 35,7% запремине нафте у Сједињеним Државама од 1991. до 2004. године долази из посуда за танкове (бродови / барже), 27,6% из објеката и других не-пловила, 19,9% из не тенкова пловила, и 9,3% од гасовода; 7,4% од мистериозног изливања.  С друге стране, само 5% стварних изливања дошло је из нафтних танкера, док је 51,8% дошло из других врста бродова.
Међународна федерација загађивача власника тенкова пратила је 9.351 случајних изливања која су се догодила од 1974.  Према овој студији, већина изливања резултат је рутинских операција, попут утовара терета, искрцавања терета и узимања лож-уља.  91% оперативног изливања нафте је мало, што резултира са мање од 7 метричких тона по изливању. Са друге стране, изливање последица несрећа попут судара, уземљења, оштећења трупа и експлозија много је веће, при чему је 84% њих изгубило више од 700 тона.
Чишћење и опоравак од изливања нафте је тешко и зависи од многих фактора, укључујући врсту проливеног уља, температуру воде (која утиче на испаравање и биоразградњу) и врсте обала и плажа које су укључене.  Физичко чишћење нафте је такође веома скупо. Међутим, микроорганизми попут врста Фусобактерија показују потенцијал за будуће пречишћавање изливања нафте због своје способности колонизације и деградације мрља нафте на морској површини. 
Методе чишћења укључују: 
- Биоремедијација : употреба микроорганизама [55] или биолошких агенаса [56] за разградњу или уклањање уља; попут бактерија Алцаниворак [57] или Метхилоцелла силвестрис . [58]
- Акцелератор за биоремедијацију: молекул везива који помера угљоводонике из воде и у гелове, у комбинацији са хранљивим материјама, подстиче природну биоремедијацију. Олеофилна, хидрофобна хемикалија, која не садржи бактерије, која се хемијски и физички везује и за растворљиве и нерастворљиве угљоводонике. Акцелератор делује као средство за парење у води и на површини, плутајући молекули попут фенола и БТЕКС-а на површини воде формирају агломерације у облику гела. Непропознати нивои угљоводоника могу се добити у произведеној води и подводним воденим стубовима. Прекомерним распршивањем сјаја акцелератором биоремедијације, уклања се сјај у року од неколико минута. Без обзира да ли се примењује на земљи или на води, емулзија богата хранљивим материјама ствара цветање локалних, аутохтониг, постојећих бактерија које троше угљоводонике. Те специфичне бактерије разграђују угљоводонике у води и угљендиоксиду, а ЕПА тестови су показали 98% разграђених алкана у 28 дана; а ароматике се разграђују 200 пута брже него у природи, они се такође користе хидрофиребоом за чишћење уља одвајајући га од већине уља и сагоревајући га. [59]
- Контролисано горење може ефикасно смањити количину уља у води ако се правилно обавља. [60] Али то се може учинити само при слабом ветру, [61] и може изазвати загађење ваздуха . [62]

- Дисперзатори се могу користити за расипање мрља уља . [63] Дисперзант је или не-површински активни полимер или површински активна супстанца додата суспензији, обично колоидни, како би се побољшало одвајање честица и спречило таложење или накупљање . Они могу брзо раширити велике количине одређених врста нафте из морске површине преносећи је у водени стуб . Они ће проузроковати распадање уља и формирати мицеле растворљиве у води који се брзо разблажују . Уље се затим ефикасно шири кроз већу запремину воде од површине са које је уље дисперговано. Такође могу одложити формирање упорних емулзија уље-у-води . Међутим, лабораторијски експерименти показали су да дисперзатори повећавају ниво токсичних угљоводоника у рибама за фактор до 100 и могу убити рибља јаја. [64] Дисперзиране капљице уља инфилтрирају се у дубљу воду и могу смртоносно контаминирати кораљ . Истраживања показују да су неки дисперзатори токсични за кораље. [65] Студија из 2012. показала је да је дисперзант Цорекит повећао токсичност уља и до 52 пута. [66] У 2019. америчке Националне академије објавиле су извештај у којем су анализирале предности и недостатке неколико метода и алата за реаговање. [67]
- Пазите и сачекајте: у неким случајевима природно слабљење нафте може бити најприкладније, због инвазивне природе олакшаних метода санације, посебно у еколошки осетљивим подручјима као што су мочварна подручја. [68]
- Драге : за уља која се распршују детерџентима и друга уља гушћа од воде.
- Снимминг : Захтева мирну воду у сваком тренутку током процеса.
- Очвршћивање: Средства за учвршћивање састоје се од ситних, лебдећих, сувих ледених пелета [69] [70] [71] и хидрофобних полимера који и апсорбују и апсорбују . Они уклањају изливање уља мењајући физичко стање проливеног уља из течног у чврст, получврсти или гуму слични материјал који плута на води. [36] Очвршћивачи су нерастворљиви у води, па је уклањање укоченог уља лако и уље неће исцурити. Доказано је да отклињачи релативно нетоксични за водене и дивље животиње и доказано сузбијају штетне паре обично повезане са угљоводоницима као што су бензен, ксилен и нафта . Време реакције за очвршћавање уља се контролише површином или величином полимера или сувих пелета, као и вискозитетом и дебљином слоја уља. Неки произвођачи производа за учвршћивање тврде да се очврсло уље може одмрзавати и користити ако се смрзне са сувим ледом или одложи на депоније, рециклира као додатак у асфалту или гуменим производима или сагоре у виду горива са мало пепела. Учвршћивач под називом ЦИАгент (произведен од стране ЦИАгент Солутионс из Луивил (Кентаки) користи БП у зрнастом облику, као и Марине и Схеен Боомс на острву Дофин Ајланд (Алабама)и Форт Морган, Алабама, за помоћ у чишћењу изливања уља Деепватер Хоризон .
- Вакуум и центрифуга : уље се може усисати заједно са водом, а затим се може користити центрифуга за одвајање уља од воде - омогућавајући да се танкер напуни близу чистог уља. Обично се вода враћа у море, што процес чини ефикаснијим, али омогућава и повратак малих количина нафте. Ово питање отежало је употребу центрифуга због уредбе Сједињених Држава која ограничава количину нафте у води која се враћа у море. [72]
- Ракинг на плажи: коагулирано уље које је остало на плажи може се покупити машинеријом.

Опрема која се користи укључује: 
- Бумови : велике плутајуће баријере које заокружују нафту и подижу уље са воде
- Сниммери : прекријте уље
- Сорбенти: велики апсорбенти који апсорбују уље и адсорбирају ситне капљице [73]
- Хемијска и биолошка средства: помажу у разградњи уља
- Усисавачи: уклоните уље са плажа и водених површина
- Лопате и друга опрема за пут: обично се користи за чишћење уља на плажама

### Превенција
- Секундарно задржавање - методе за спречавање испуштања нафте или угљоводоника у околину.
- Програм превенције и спречавања изливања нафте (СПЦЦ) програма америчке Агенције за заштиту животне средине .
- Двоструко трупање - уграђујете двоструке трупе у посуде, што смањује ризик и тежину излијевања у случају судара или уземљења. Постојећи једнодијелни бродови могу се такође обновити да имају двоструки труп.
- Железнички транспортни цистерне. [74]

Поступци реакције на просипање треба да укључују елементе као што су;
- Листа одговарајуће заштитне одеће, сигурносне опреме и материјала за чишћење

за чишћење изливања (рукавице, респиратор итд.) и објашњење њихове правилне употребе;
- Одговарајуће зоне и поступци евакуације;
- Доступност опреме за сузбијање пожара;
- Контејнери за одлагање отпадних материјала за чишћење; и
- Поступци прве помоћи који би могли бити потребни. [75]

## Мапирање индекса еколошке осјетљивости (ЕСИ)
Карте индекса осетљивости на животну средину (ЕСИ) користе се за идентификовање осетљивих ресурса обале пре изливања нафте у циљу постављања приоритета за заштиту и планирања стратегија чишћења.   Планирањем реакције на изливање унапред, утицај на животну средину се може умањити или спречити. Карте индекса осетљивости на животну средину у основи се састоје од информација у следеће три категорије: врста обале и биолошки ресурси и ресурси за употребу људи. 

### Тип обале
Облски тип је класификован по рангу у зависности од тога колико је лако ће циљно место да се очисти, колико ће нафте настави, и како осјетљиви обалу је.  Плутајуће кришке уља стављају посебну опасност на обалу када коначно нађу на обалу, прекривајући супстрат уљем. Различите подлоге између типова обале разликују се по њиховом одговору на подмазивање и утичу на врсту чишћења која ће бити потребна да би се деконтаминирала обала. 1995. Америчка национална управа за океане и атмосферу проширила ЕСИ мапе на језера, реке и обалу и плиму, тип супстрата и нагиб обале такође се узимају у обзир - поред биолошке продуктивности и осетљивости. Продуктивност станишта на обали такође се узима у обзир при одређивању ЕСИ рангирања.  Мангрове и мочваре имају виши ранг ЕСИ због потенцијално дуготрајних и штетних ефеката и контаминација уља и чишћења. Непропусне и изложене површине са високим таласним деловањем рангиране су ниже због рефлексних таласа који спречавају да уље доспе на копно и брзине којом ће природни процеси уклонити нафту.

### Биолошки ресурси
Станишта биљака и животиња која могу бити изложена ризику од изливања нафте називају се "елементима" и деле се према функционалној групи. Даља класификација дели сваки елемент на групе врста са сличним историјама живота и понашањем у односу на рањивост на излијевање нафте. Постоји осам група елемената: птице, гмизавци, водоземци, рибе, бескичмењаци, станишта и биљке, мочваре, морски сисари и копнени сисари. Елементарне групе су даље подељене на подгрупе, на пример, група елемената „морских сисара“ је подељена на делфине, манате, фоке(туљани, морски лавови и моржеви), поларне медведа, морске видре и китове .   Проблеми који се узимају у обзир приликом рангирања биолошких ресурса укључују посматрање великог броја јединки на малом подручју, било да се посебна животна стадија догађају на копну (гнежђење или молтање), те постоје ли врсте које су угрожене или ријетке. 

### Ресурси за људску употребу
Ресурси за људску употребу подељени су у четири главне класификације; археолошког значаја или налазишта културних ресурса, рекреативних подручја са високом употребом или приступних тачака обале, важних заштићених подручја управљања или порекла извора.   Неки примери укључују аеродроме, ронилачка места, популарна места за плажу, марине, природне резервате или морска светишта.

## Процена запремине изливања
Посматрајући дебљину фила уља и његов изглед на површини воде, могуће је проценити количину изливеног уља. Ако је позната и површина изливања, може се израчунати укупна запремина уља. 
|                       | Дебљина слоја | Дебљина слоја | Дебљина слоја | Количински намаз | Количински намаз |
| Изглед                | инча          | мм            | нм            | гал / м2 ми      | Л / ха           |
| --------------------- | ------------- | ------------- | ------------- | ---------------- | ---------------- |
| Једва видљив          | 0.0000015     | 0.0000380     | 38            | 25               | 0.370            |
| Сребрни сјај          | 0.0000030     | 0.0000760     | 76            | 50               | 0.730            |
| Први траг боје        | 0.0000060     | 0.0001500     | 150           | 100              | 1.500            |
| Свијетле траке у боји | 0.0000120     | 0.0003000     | 300           | 200              | 2.900            |
| Боје почињу потамнити | 0.0000400     | 0.0010000     | 1000          | 666              | 9.700            |
| Боје су много тамније | 0.0000800     | 0.0020000     | 2000          | 1332             | 19.500           |

Системи изливања уља користе индустрија и влада како би помогли у планирању и доношењу одлука у хитним ситуацијама. Од пресудног значаја за већину предвиђања модела изливања нафте је адекватан опис поља ветра и струје. Постоји светски програм за моделирање изливања нафте (ВОСМ).  Праћење обима изливања нафте може такође укључивати проверу да ли угљоводоници прикупљени током текућег изливања потичу из активног изливања или неког другог извора. Ово може укључивати софистицирану аналитичку хемију усредсређену на штампање отиска прстом на извору уља на основу сложене мешавине присутних супстанци. Углавном, то ће бити разни угљоводоници, међу најкориснијим су полиароматски угљоводоници . Поред тога, и хетероциклични угљоводоници са кисеоником и азотом, као што су матични и алкил хомолози карбазола, хинолина и пиридина, присутни су у многим сировим уљима. Као резултат тога, ова једињења имају велики потенцијал да надопуњују постојећи скуп циљева угљоводоника за фино подешавање праћења изливања нафте. Оваква анализа се такође може користити за праћење временских услова и деградације сировог изливања.